# Дедушка Барселоны
Дедушка Барселоны (исп. El Abuelo del Barça, кат. Avi Barça) — персонаж, созданный художником Валенти Кастаньс и символизирующий собой ФК «Барселона».
Он традиционно облачён в стиль 60—70-х гг., держит в руках флаг ФК «Барселона» и носит барретину. В честь этого персонажа установлена скульптура возле Ла Масии, рядом с «Камп Ноу».

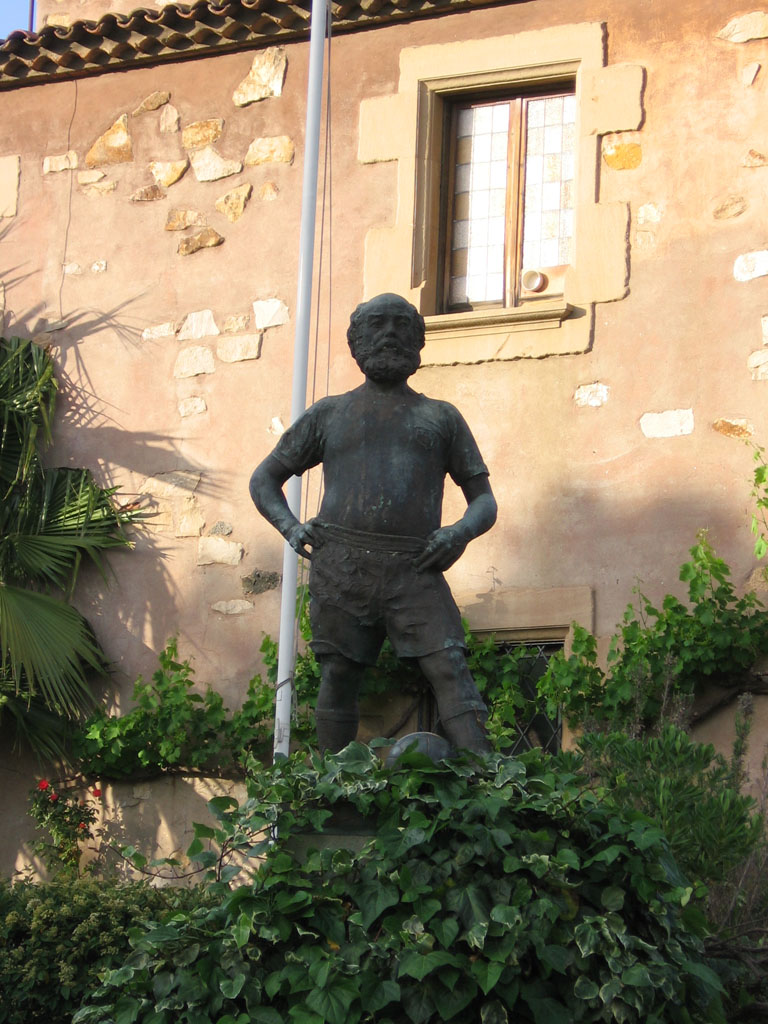

Впервые этот персонаж появился 29 октября 1924 года на страницах журнала El xut.

## Персонификация Дедушки Барселоны
С 1984 года, со времени матча на Кубок Жоана Гампера между «Барселоной» и «Бока Хуниорс», Жоан Казальс начинает приходить на «Камп Ноу» в образе Дедушки Барселоны. Это настолько понравилось фанатам, что этого персонажа можно встретить на стадионе и по сей день.
Жоан Казальс является официальным членом фанатской ячейки Penya Blaugrana de Guardiola de Berguedà, где проживает и содержит ресторан El racó de l’avi (Уголок деда).
Когда в 1992 году «Барселона» выиграла свой первый Кубок европейских чемпионов, Казальс пообещал побрить бороду, если команда выиграет этот титул во второй раз. И 10 июня 2006 года он выполнил своё обещание, сбрив бороду через три недели после завоевания титула.
Жоан Казальс скончался в 2024 году.